# ماپوتسوئه
ماپوتسوئه (به انگلیسی: Maputsoe) یک شهر و حوزه انتخاباتی در ناحیهٔ لریبه در شمال کشور لسوتو است. این شهر در نزدیکی مرز با آفریقای جنوبی قرار دارد و از طریق یک گذرگاه مرزی با شهر فیکسبرگ در استان ایالت آزاد مرتبط است. مرز میان دو کشور در این منطقه توسط رود کالدون مشخص می‌شود. جمعیت این شهر برابر با ۵۵٬۵۴۱ نفر است.